# 청주 정북동 토성

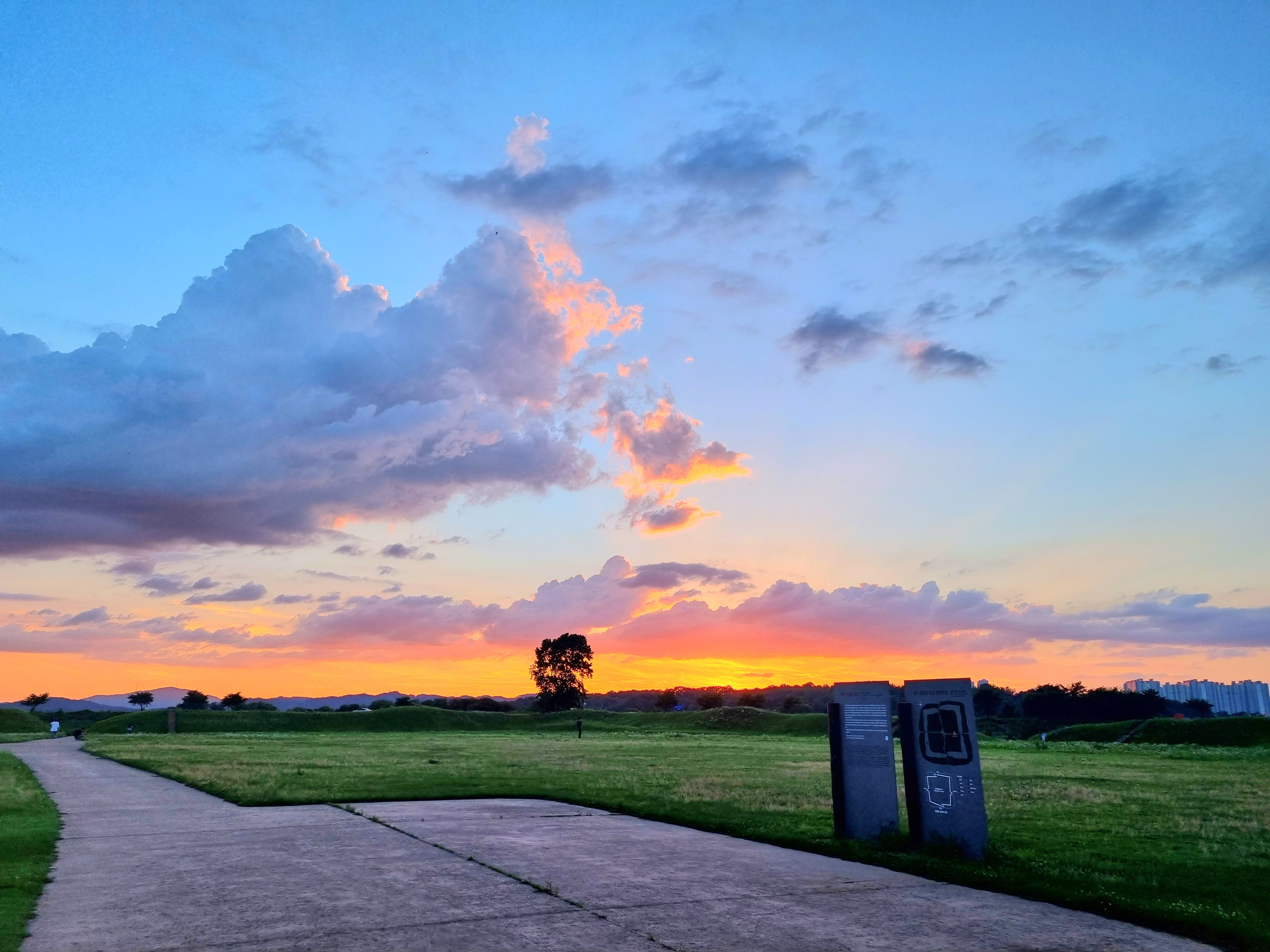
청주 정북동 토성

청주 정북동 토성(淸州 井北洞 土城)은 충청북도 청주시 상당구 정북동에 있는 성곽이다. 1999년 10월 28일 대한민국의 사적 제415호로 지정되었다.

## 개요
미호천변 평야의 중심에 있는 평지에 흙으로 쌓은 성이다.
만든 시기는 알 수 없으나, 『상당산성고금사적기』에 궁예가 상당산성을 쌓아 도읍을 삼았는데, 견훤이 산성을 빼앗아 정북동 토성으로 짐작되는 토성을 쌓았다는 기록이 있어, 후삼국 쟁란기인 9세기 후반에서 10세기 전반에 이루어졌다고 보기도 한다. 하지만 출토된 유물과 성의 위치, 주변 여건이 초기 성곽시설의 모습을 보이고 있어 더 오래되었을 가능성이 있다.
성의 길이는 675m이고 높이 3.5m, 폭은 8∼13m 정도 된다. 성안에서는 주거지, 기둥구멍, 길, 돌무더기 등이 확인되었고, 성 밖에서는 성을 둘러싸 보호하는 물길인 해자를 확인했다.
토성의 구조와 출토 유물들로 우리나라 초기의 토성 축조 연구에 큰 도움을 주는 중요한 토성이다.

## 참고 자료
- 청주 정북동 토성 - 국가유산청 국가유산포털